# ウィンダミア湖
ウィンダミア湖（ウィンダミアこ、英: Windermere あるいは英語: Lake Windermere）はイングランド北部のカンブリア地方にあるイギリス最大の自然湖である。全長18km超、最大幅は1.5kmである。原語 "Windermere" の末尾にある "mere" の意味は「湖」であり、「ウィンダミア」は「ウィンダ湖」という意味になるが、日本語では「ウィンダミア湖」と表記されることも多い。現在の間氷期が始まり氷河が後退してできたU字谷に水がたまってできた。ケンダル・ウィンダミア鉄道の支線が1847年に延伸して以来、休暇や夏の別荘地としてイギリス国内で最も人気のある場所の1つに数えられる。また歴史上はランカシャーと旧ウェストモーランド州の境界線の一部をなしたこともあった。
現在の行政区分はカンブリアの郡にある。近くにはウィンダミアの町があるがウィンダミア湖とは直接接しておらず、湖畔に接している町はボウネス＝オン＝ウィンダミアである。また一帯は湖水地方国立公園に指定される。

## 語源

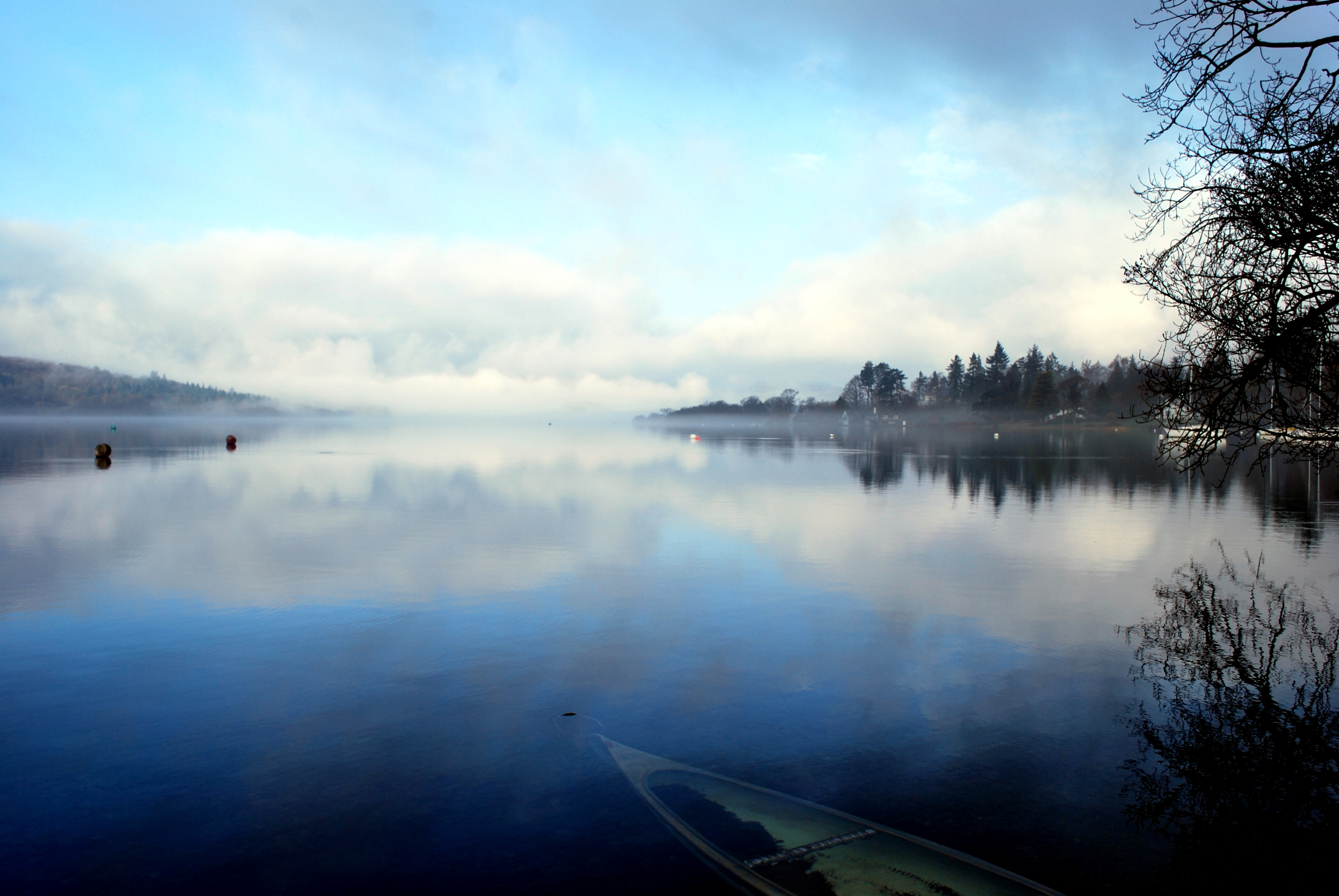
朝もやの景観

湖の名前の語源には諸説あり、意味は古スウェーデン語の人名『Vinandr』または属格の単数『Vinandar』にさかのぼるとされ、訳すなら「ウィナンドまたはヴィナンドの湖を意味」（中略）しながら、それでいて「どちらの人名もスウェーデンですら非常に限定的に分布」するという。もう1つの可能性は、大陸ゲルマン語の人名「Wīnand」を指し（中略）、12世紀以降に使われたこと、あるいは古ノルド語の属格単数 [-ar-] が付く点から演繹するなら、地名が付いた当時、この地域では古ノルド語は生きた言語、同時代のことばとして、用いられていた点が示唆される。
欧文のつづりの揺れは語末の「re」のあるなし（「Wynhendermere」と「Wynenderme」）が見られ、どちらも後半部は古英語「mere」（英語版）に対応して「湖」または「水がたまったところ」を意味する。19世紀を迎えても綴りには「Winander Mere」「Winandermere」の両方があった。
語末の「ミア」（mere）には「湖面の広がりに対して水深は浅め」という意味が含まれるが、水温躍層があるウィンダミアは、その典型とは言えない。この地方では19世紀まで、「湖」lake という用語になじみがなかったせいで「ミア」を用いた。キリスト教の教区名を見ると、ウィンダミアまたはウィンダマーと呼ばれ、明らかに湖水の名前と対称する。
詩人ノーマン・ニコルソンは「ウィンダミア湖」という語句を使うかどうかに触れている。
教区に話を戻すと、広域にはアンダーミルベック Undermilbeck の大部分、アップルスウェイト、トラウトベック、さらにアンブルサイド・ビロー・ストックまでを含んでいた。教区教会はかつてボウネス Bowness アンダーミルベックに置かれた。

## 地理

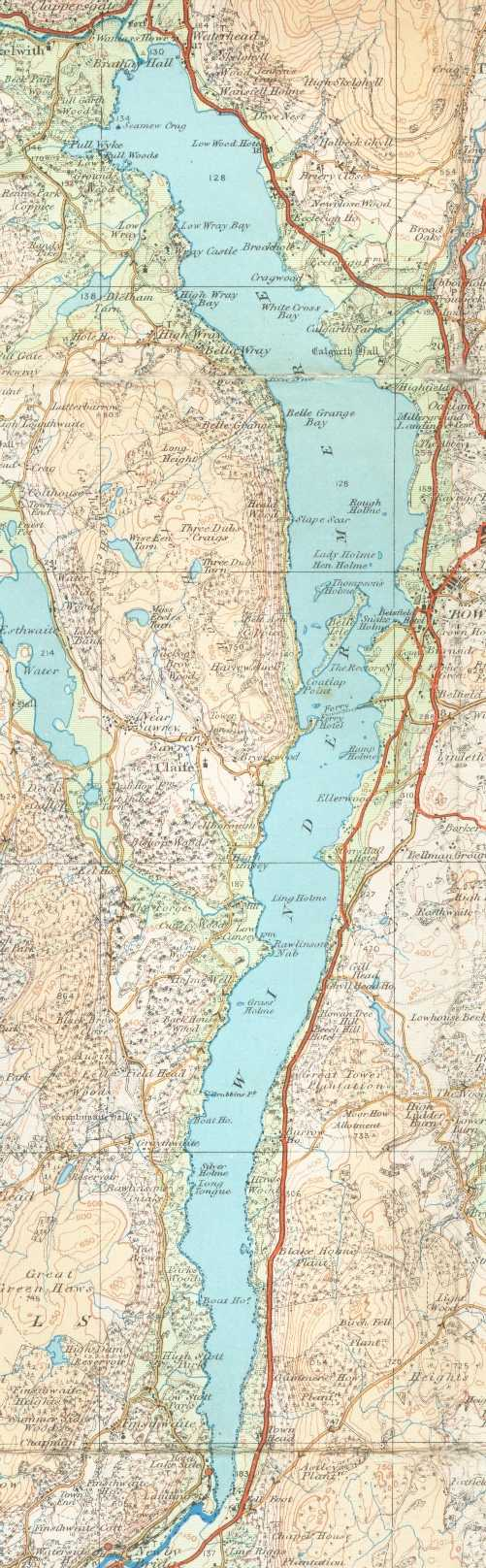
湖の地図（1925年）

ウィンダミア湖は氷河期前から流れる川の谷にあり、他の多くの氷河期の湖沼群と同じで輪郭は細長く、湖岸から急に水深が深くなる。この湖が形成された1万7000年から1万4700年前の時期は、最終氷期最盛期が過ぎてイギリスとアイルランドの氷床が後退し、ウィンダミア亜間氷期が始まる直前に当たる。水源はトラウトベックの渓谷を遡った集水域から後退した氷河の融解水であり、現在はロゼイ川とブラセイ川が運んでくる。モレーンは後退して埋没し、氷の後退段階は少なくとも9段階が認められる。湖の北と南にある2つの盆地はそれぞれ異なる特性を示し、北は硬い火山岩、南は柔らかい頁岩である。

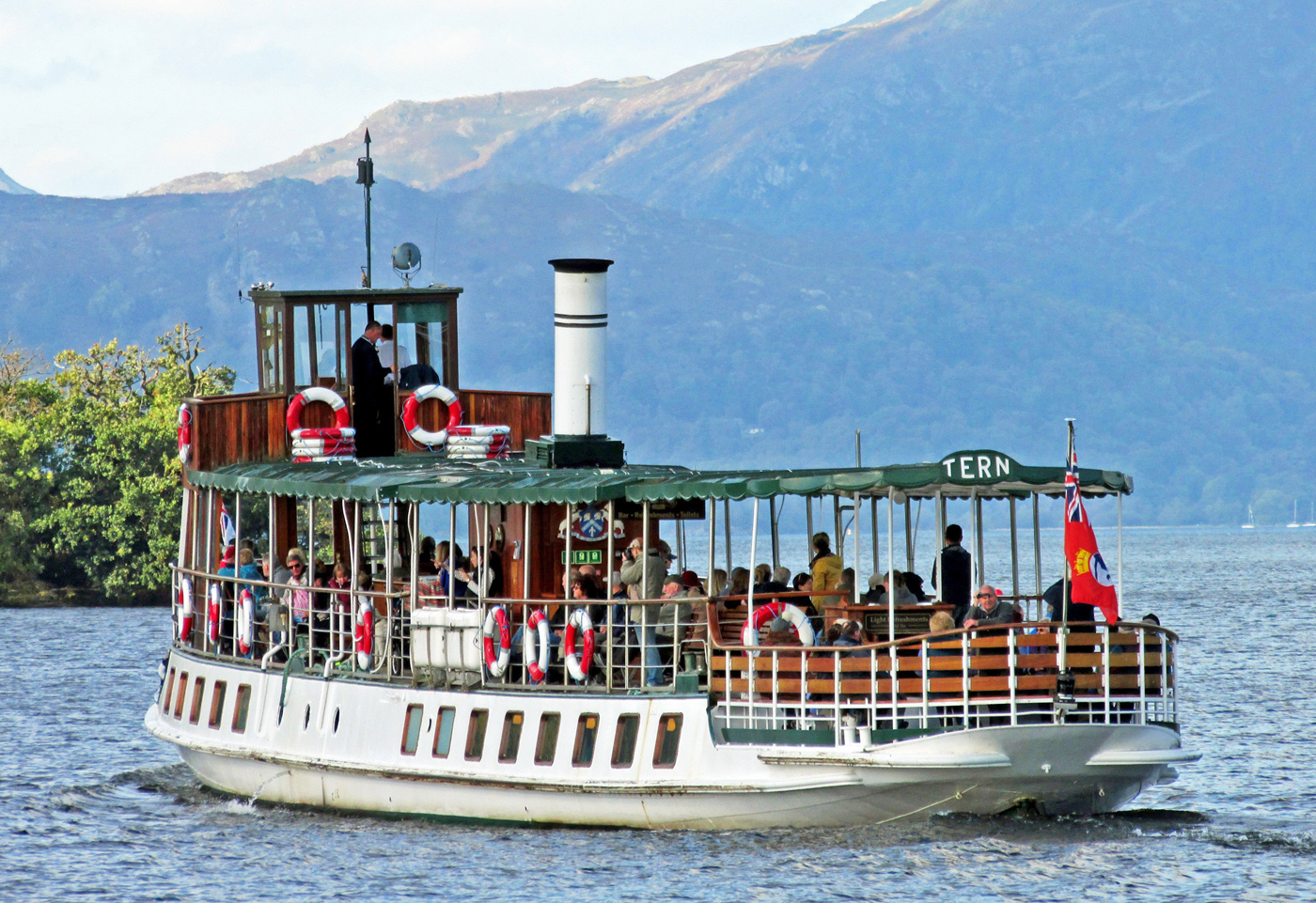
MVターン号はボウネス発アンブルサイド行きの艀（はしけ）。外見は1891年の型式に似せた。

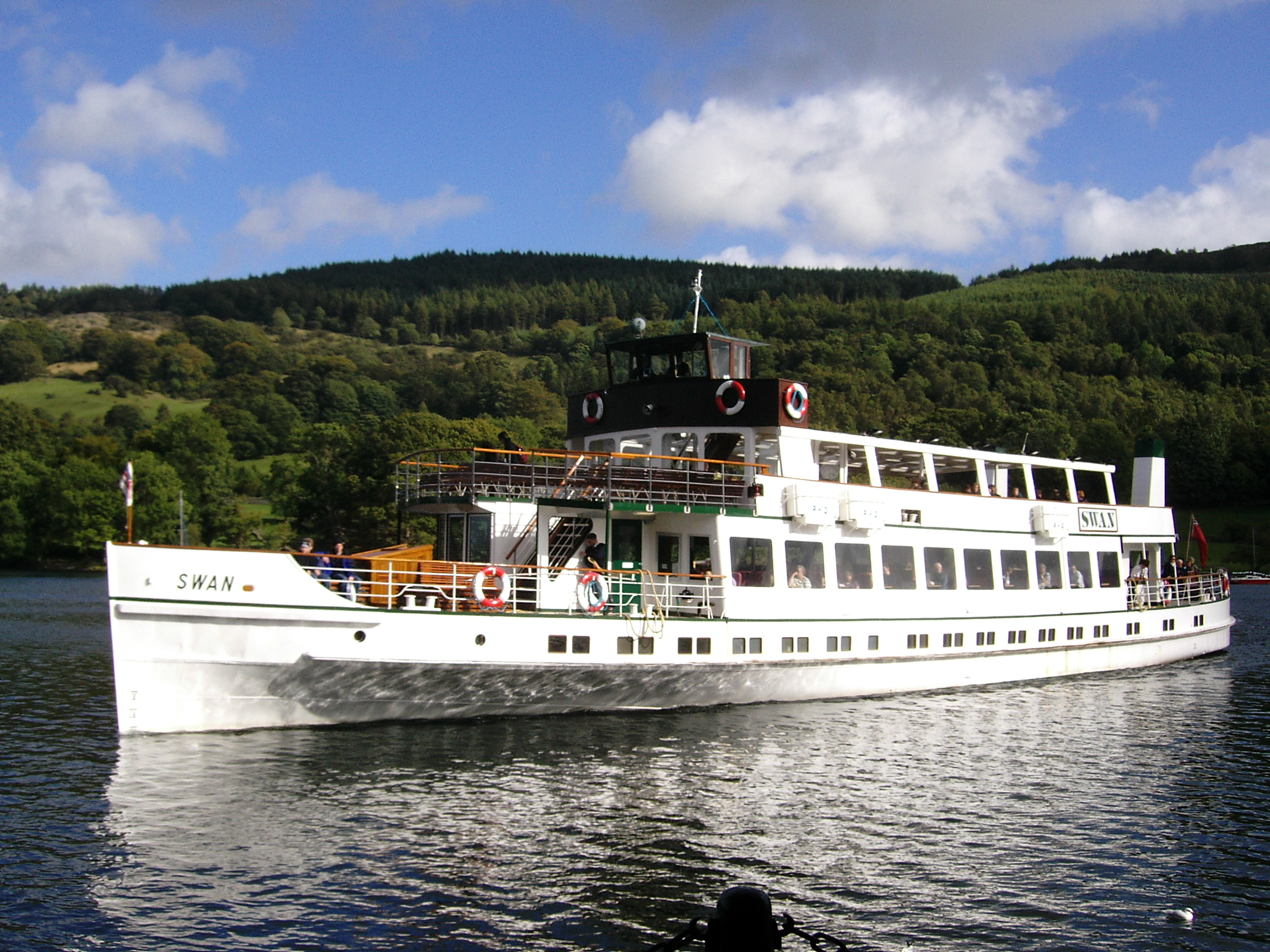
ウィンダミアのMVスワン号

旅客運送は湖のほぼ全長に沿って運行され、鉄道は南のレイクサイド駅からレイクサイド・ヘイバースウェイト歴史蒸気鉄道に乗り換えると、終点ウォーターヘッドベイ駅は湖の北端の町アンブルサイドの近くに停まる。中間の駅はボウネス、また便数は少ないがブロックホール駅に停車する便もある。艀（はしけ）も運航され、すべての停留所をめぐる便のほか、ルートの一部のみ、または「アウトクルーズ」と「バッククルーズ」と名付けた航路の便も航行する。

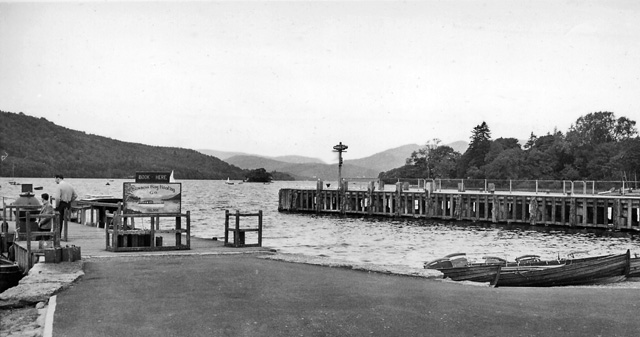
ボウネスの波止場（1961年）

### フェリー
車両を運ぶウィンダミア・フェリーはケーブルフェリーで、ファーソーリー、ニア・ソーリーまで湖面の東西を結ぶ。航路はイギリスの道路B5285すなわちゾーン5に属するBのつくイギリスの道路（英語版）の一部に組み込まれている。夏季限定の旅客フェリーも2隻運航し、レイクサイド港と南端のフェルフットパークを結ぶ便と、ボウネス・ファーソーリー便である 。

### ボートクラブ

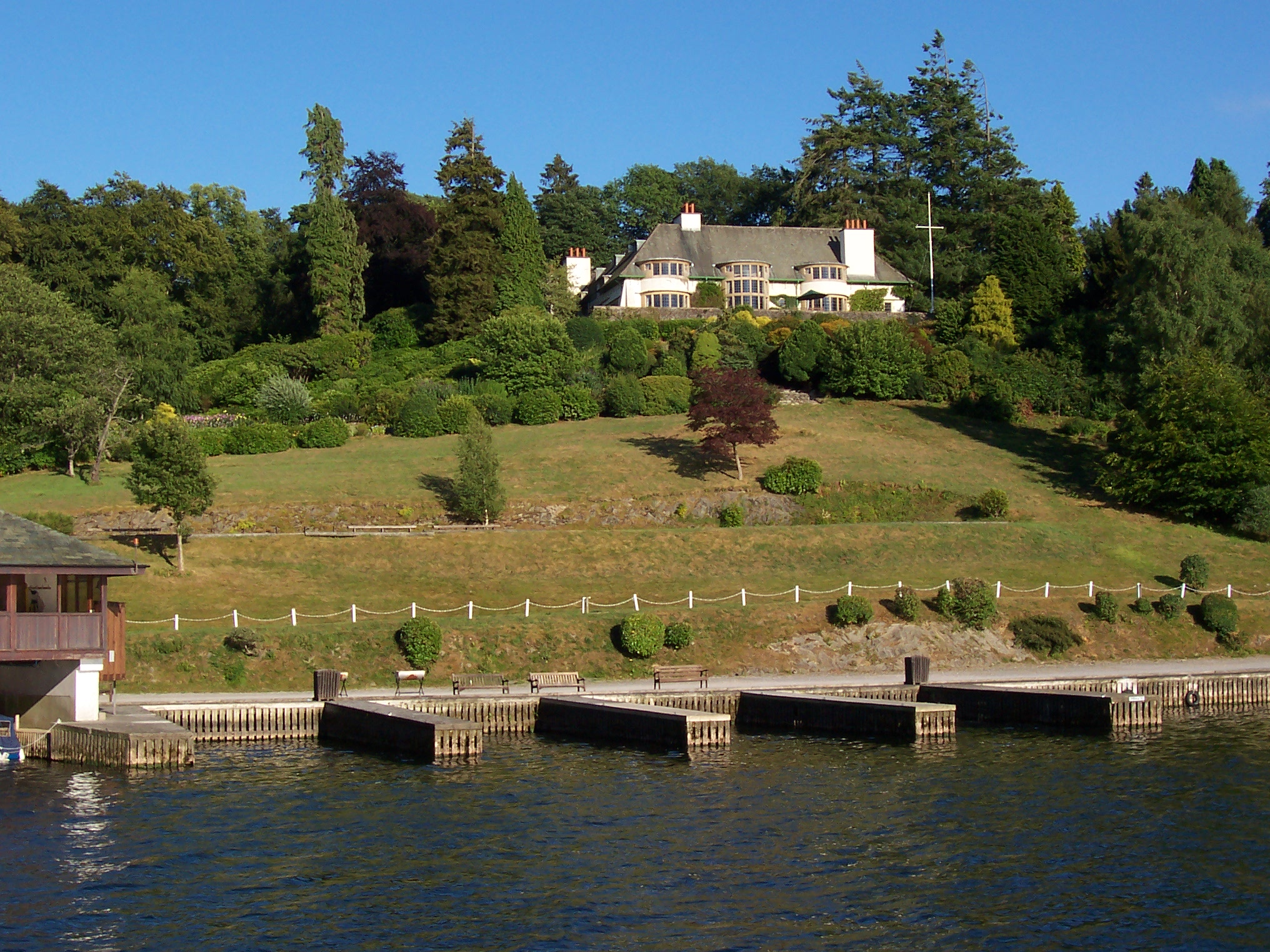
ブロードレイズ邸。ウィンダミア・モーターボート・レースクラブの所在地

湖畔にはボートクラブが5件ある。サウスウィンダミア・セーリングクラブ（SWSC＝South Windermere Sailing Club）、ウィンダミア・モーターボート・レースクラブ、湖水地方の名前をいただくレイクディストリクト・ボートクラブ、〈王立〉と謳う（うたう）ロイヤル・ウィンダミア・ヨットクラブ、ウィンダミア・クルージング協会である。そのうち、ロイヤル・ウィンダミアは湖面に旋回用のブイ数点を浮かべて管理し、ウィンダミア・クルージング協会も活用している。家族会員に人気のレイク・ディストリクトではヨットを所有しなくても加盟を受け付け、またバウネスに構えたクラブハウスは湖を見渡し周辺の低山の眺めに人気がある。LDBCと略称されるこのクラブでは、会員の交流イベントと競技会をたくさん主催する。
ウィンダミア・クルージング協会主催の競技会シリーズは〈冬季シリーズ〉という。海辺の競技会が強い季節風や大波に苦労し、日程のキャンセルを迫られるのとは対照的に、安定した開催を続ける。また夏季シーズンにも一連の競技会を開き、初心者から熟練の選手まで集まる。
サウスウィンダミア・セーリングクラブ（SWSC）はその名のとおり湖の南端、東海岸の山裾に広がるフェルフット公園（英語版）に位置する。1961年の創立以来、家族向けのヨットクラブとして活動を続けてきた。イギリス代表としてディンギー競技に出た選手には、このクラブ出身者が目立ち、ヨーロッパや世界で好成績を残す人もいる。湖面を渡る気まぐれな風は、選手にとって風向きを機敏に読み取るトレーニングとなる。創立50周年を迎えた2011年、ジュリー・トムキンソン（Julie Tomkinson）をコーチに迎えてジュニア部門を強化しており、トムキンソンの努力は王立ヨット協会（RYA）よりコミュニティ貢献賞を受賞して報われた（2011年）。
2015年、レイクランド漕艇クラブ（Lakeland Rowing club）がフェルフットに本拠地を設け、急速に会員数を伸ばすと、北部支部（活動地ダーウェント・ウォーター）から独立して「ウィンダミア漕艇クラブ」（Windermere Rowing Club）と改称した。国内の老舗クラブと比べると小規模ながら、新規会員と登録艇の数を着実に増やしている。
画家のトマス・アロム（Thomas Allom）作『フェリーハウス・レガッタ』（The Ferry House Regatta）は1836年、レティシア・E・ランドン（英語版）に発想を与え、詩『 Regatta.—Windermere Lake』（英語版ウィキソース）として実った。

## 水泳

### グレートノース水泳大会
2008年9月13日土曜日、ウィンダミア主催のオープンウォーター・スイミングの競技として第1回グレート・ノース水泳大会（英語版）が催されると、距離1マイル (1.6 km) のレースに参加者2千人超を集めた。恒例の水泳大会となる第2回開催（2009年9月12日–13日）は参加者数6千人と、この種目でイギリス最大の規模を記録した。

### スリーレイクス・チャレンジ
スリーレイクス・チャレンジ（Three Lakes Challenge）という水泳イベントは、合計距離40マイル (64 km) に及ぶ。イギリスで著名な登山チャレンジ「ナショナル・スリーピークス・チャレンジ」と肩を並べようとめざしている。初回は2015年7月3日から4日に実施され、イギリス海峡遠泳の規則に基づいて5人のリレー形式を採用した。チームはサム・プラム、ジェーソン・ベトリー、ヘレン・ギブス、ヘレン・リドル、デビー・テイラーで構成した。スコットランドのオー湖（英語版）全長25マイル (40 km) でスタートを切り、車で湖水地方入りしたチームはウィンダミアの全長10+1⁄2マイル (17 km) をこなし、最終区間はウェールズまで車移動の末、スリンテギド Llyn Tegid 4マイル (6 km) を泳いで締めくくった。

## 大衆文化

### 小説と詩作
ウィリアム・ワーズワースは湖水詩人に数えられるひとりで、丘の頂から眺めたウィンダミアを作品『プレリュード』第4集（英語版）に次のように描いた。

Standing alone, as from a rampart's edge,
I overlooked the bed of Windermere,
Like a vast river, stretching in the sun.
With exultation, at my feet I saw
Lake, islands, promontories, gleaming bays,
A universe of Nature's fairest forms
Proudly revealed with instantaneous burst,

Magnificent, and beautiful, and gay.—ウィリアム・ワーズワース『プレリュード』第4集、
オスカー・ワイルド初の成功作である1892年の『ウィンダミア卿夫人の扇』は1891年夏に湖水地方を訪れた際に制作に取りかかった作品である。
アーサー・ランサムは1930年代の学童期の子どもたちを主役に一連の物語を発想すると、この湖とコニストン・ウォーターに取材し、架空の湖水を舞台に冒険物語を描いた。作中の湖畔の丘や滝の描写は当地とその周辺を連想させる。BBCはテレビシリーズ〈1962年ドラマ版『ツバメ号とアマゾン号』〉を制作し、一部は北西岸にあったホイトンヒル高校のボートハウスで撮影した（現・プルウッドハウス）。
『The Wardstone Chronicles ：The Spooks' Mistake（2008）』ではベルアイル（（英語版））を登場させるが、島としてではなく地域を支配する水の魔女が使うフォリーの地として用いた。
エリザベス・ジョージが著した小説〈リンリー警部シリーズ〉第17作『Believing the Lie』（2012年）は、当地と周辺の田園地帯で物語が展開する。
この地域と強く結びついた物語としてはピーターラビットの遺産があり、実写版の映画『ピーターラビット』（2018年）は2017年に当地とアンブルサイドでロケを行った。テイラー・スウィフトはアルバム『フォークロア』（2020年）のボーナストラック「ザ・レイクス」で「ウィンダミアの山々」とワーズワースについて言及した。

### テレビ番組
アウシュビッツ解放75周年に当たる2020年、BBCは難民救援活動の一つとして、通称「ウィンダミア少年団」（Windermere Boys）に取材し『The Windermere Children』（仮題『ウィンダミアの子供たち』）を制作・放送した。この少年団はレオナルド・G・モンテフィオーレ（英語版）の支援でアウシュヴィッツ強制収容所を生きぬいた戦災孤児のユダヤ人少年300人を引き取り、1945年にこの湖に近いトラウトベックブリッジ地区（英語版）に得た邸宅を宿舎として住わせたことから、地名付きで呼ばれるようになった。
2009年11月、ITVは恋愛ドラマ『コロネーション・ストリート』のゲイルとジョーの新婚旅行先として当地でロケ撮影を行った。
湖の怪物
ネス湖にいるという「ネッシー」同様、一部の人々は当地にも湖の怪物がいると信じている。2011年に証拠の生物とされる異様な写真が公開されるほどで、愛称は「ボウネッシー」と付いた。

### ビデオゲーム
1995年のビデオゲーム「鉄拳1」の舞台はウィンダミアである。

### 周辺資料
本文の典拠ではない資料、発行年順。
- 飯島正「『ウインダミア夫人の扇』雜感」『映画往來』第3巻第3号 (通号27；3月号)、往来社、映画往来社、キネマ旬報社、1927年3月1日、54-55頁 (コマ番号0028.jp2)。
- Wordsworth『序曲』研究社出版〈英米文学叢書 ; 63〉、1968年。
  - 第1巻：竹友 乕雄（注釈）〈英米文学叢書 ; 63a〉
  - 第2巻：前川 俊一（注釈）〈英米文学叢書 ; 63b〉
- 『ウィンダミア夫人の扇 Lady Windermere's fan』オスカー・ワイルド（原作）、ジュリアン・ジョセフソン（脚本）、エルンスト・ルビッチ（監督）、チャールズ・ヴァン・エンジャー（撮影）、東京 : アイ・ヴィー・シー〈シネマ語りナレーションで楽しむサイレント映画〉、2016年。ビデオディスク 1枚 (116分) : DVD（モノクロ、モノラル、スタンダード）。出演:メイ・マカヴォイ、バート・レイテル、アイリーン・リッチ、ロナルド・コールマン。日本語ナレーション:森田順平、中村桜。1925年アメリカ作品。
- 戸村 有里「表象空間としての精神の成長 : ワーズワスの『序曲』における湖面『Core』第48巻、同志社大学英文学会Core編集部、2020年3月10日、23-39頁。doi:10.14988/00028347、ISSN 0286-9411、pdf形式。

洋書
- Parker, John Wilson (2004). An Atlas of the English Lakes. Cicerone Press. ISBN 978-1-85284-355-7